# Oskar Muck
Oskar Muck (* 2. Februar 1948 in Heidenheim an der Brenz) ist ein ehemaliger deutscher Degenfechter und war in der deutschen Nationalmannschaft aktiv.

## Leben
Seine Vereine waren der SB Heidenheim und der FC Tauberbischofsheim. Bei der Universiade 1970 in Turin gewann er Gold mit der Mannschaft, im gleichen Jahr war er württembergischer Meister im Degenfechten. Er war von 1985 bis 1994 Schulleiter der Kaufmännischen Schule Tauberbischofsheim.
Oskar Muck lebt heute in Tauberbischofsheim, ist verheiratet und hat vier Kinder, darunter der Radsportler Michael Muck.   

## Belege
1. ↑  Hall of Fame. Fechtzentrum Heidenheim, abgerufen am 12. Dezember 2009.
2. ↑  https://kstbb.de/wp-content/uploads/2022/02/Schueler-FAQ.pdf

| Personendaten    | Personendaten           |
| ---------------- | ----------------------- |
| NAME             | Muck, Oskar             |
| KURZBESCHREIBUNG | deutscher Degenfechter  |
| GEBURTSDATUM     | 2. Februar 1948         |
| GEBURTSORT       | Heidenheim an der Brenz |